# (26995) 1997 XS11
1997 أكس أس 11 (ويعرف أيضًا باسم (26995) 1997 أكس أس 11 وفق تسمية الكوكب الصغير) (بالإنجليزية: 1997 XS11)‏ هو كويكب ضمن حزام الكويكبات؛ وترتيبه 26995 من حيث الاكتشاف.
اكتُشف هذا الجُرم الفلكي بواسطة تاكيشي أوراتا ‏ في 5 ديسمبر 1997.

## وصلات خارجية
- (26995) 1997 XS11 في قاعدة بيانات مختبر الدفع النفاث لأجرام النظام الشمسي الصغيرة

- الاكتشاف · مخطط المدار ·  العناصر المدارية · المعلمات المادية

- (26995) 1997 XS11 على موقع ويكي سكاي: DSS2, SDSS, GALEX, IRAS, Hydrogen α, X-Ray, Astrophoto, Sky Map, Articles and images